# جیمسان (کالیفرنیا)
جیمسان (به انگلیسی: Jamesan) یک منطقهٔ مسکونی در ایالات متحده آمریکا است که در شهرستان فرسنو، کالیفرنیا واقع شده‌است. جیمسان ۵۴ متر بالاتر از سطح دریا واقع شده‌است.